# Christine Pilzer
Christine Van den Haute, conocida como Christine Pilzer, (Niza, 1942) es una cantante francesa.

## Biografía
Como cantautora lanzó solo dos ELP (Extra Long Play) antes de pasar a convertirse en una diseñadora de moda bajo el nombre de Christine Van den Haute.
Nació en Niza, en el sureste de Francia en 1942. Se trasladó a Neuilly-sur-Seine en la periferia burguesa del noroeste de París cuando era niña, después de que su madre se volviera a casar. Era la medio hermana mayor de la cantante Violaine. Aunque la pareja tenía padres diferentes, tomó el apellido del padre de Violaine, Pilzer (que era de ascendencia húngara). Ambas hermanas solían comprar discos americanos y ver musicales en la televisión, de ahí su gusto por la música.
Después de haber terminado el bachillerato, realizó estudios en artes plásticas y diseño de moda. Difundió sus creaciones entre varios cantantes y músicos que había conocido durante sus días de escuela, incluyendo Zouzou.
Su amigo, Frédéric Chapus, la convenció una tarde para que interrumpiera sus clases y fuera con él a una audición para un trabajo en la Maison de la Radio. La pareja fue aceptada y se les concedió un espacio por las noches de una hora semanal, durante la cual se hablaba de la nueva música pop británica. Después de dos temporadas, Christine continuó trabajando en la emisora de radio durante un año más como asistente de José Artur.
En la época en que ella salió de la emisora, su medio hermana, Violaine, acababa de publicar su primer disco y Christine decidió seguir su ejemplo.
Escribió letras inteligentes y divertidas para varias canciones compuestas por su amigo Bernard Jamet y grabó una prueba en la emisora de radio, que llevó al productor Michel Delancray, quien vivía cerca de sus padres, a buscarla. Él la puso en contacto con la revista Vogue, donde le ofrecieron un contrato.
Drácula, la canción principal de su primer ELP, publicado en 1966, era una canción sobre un juego de su infancia. El ELP también incluía Reloj de grand-père (una versión de una canción americana del siglo XIX que había oído durante unas vacaciones en el Reino Unido), Pataguent Ils y No, tu n'es pas seúl.
En el año 1967, acompañada por el grupo The Sharks (los tiburones), realizó varias apariciones como telonera del cantante Antoine en su gira por Francia y Bélgica. Su inexperiencia hizo que el público no siempre reaccionaba bien ante sus actuaciones y casi perdiera el control en la gira.
Sin embargo, aceptó el reto y apareció en vivo con Antoine de nuevo al año siguiente. También comenzó la presentación de ilustraciones para la revista Mademoiselle Age Tendre y publicó artículos en la revista 20 ans bajo el nombre de Chris Vanden.
En 1967 lanzó su segundo ELP (Extra Long Play), de las canciones que había escrito con Jamet, se publicaron tres. La primera fue la deliciosa Café Créme, mientras que las otras eran Mon p'tit espacial homme, Champs-Elysées y Ah-hem-ho-uh-errr ( sobre A- m -o -u - r). Después de esto se retiró de la industria musical y volvió a dibujar y hacer ilustraciones para Woolmark, entre otros. También comenzó a coser su propia ropa en una máquina Singer y con el tiempo se convirtió en una diseñadora de moda bajo el nombre Christine Van Den Haute. En 2001 apareció en la televisión francesa con el grupo Les Terribles como parte de la promoción de un álbum recopilatorio que incluía una nueva versión de Champs-Elysées.

## Discografía
- 1966, Drácula.
- 1967, Café crème
- Ah-Hem-Ho-Uh-Errr... / Mon P'tit Homme Spatial